# Hirohito
Hirohito (japonsko 裕仁), japonski cesar, * 29. april 1901, Tokio † 7. januar 1989, Tokio
Hirohito je bil 124. japonski cesar. Na Japonskem je po svoji smrti najbolj znan po nazivu Showa Tennō, ali cesar obdobja Šova, v tujini pa je bolj poznan kot preprosto Hirohito ali cesar Hirohito.
Hirohito je postal kronski princ 30. julija 1912, ko je umrl njegov dedek, cesar Meidži, kronan pa je bil 29. novembra 1921, ko je na prestolu nasledil svojega bolnega očeta, cesarja Taišoja. Med svojim vladanjem je doživel veliko število sprememb, med katerimi je bila največja zanikanje božanskosti, ob koncu druge svetovne vojne. Zanikanje božanskosti, prvi javni radijski nagovor ljudstvu kateregakoli japonskega cesarja, je bil eden izmed pogojev predaje Japonske ob koncu druge svetovne vojne. Eden izmed drugih pogojev je bil odvzem vse politične moči japonske cesarske družine, ki je od takrat le še simbol države.
Po vojni je še dolgo vladal kot simbolni cesar, dokler ni leta 1989 umrl za rakom na dvanajsterniku. Nasledil ga je princ Akihito, cesar obdobja Heisei.